# Andreas Pavel
Andreas Pavel (nascido em 1945) é um inventor teuto-brasileiro que é considerado o "pai" do reprodutor de áudio portátil e estéreo de fita cassete, mais conhecido como o Stereobelt. O Stereobelt foi o antepassado do Walkman e dos dispositivos pessoais de áudio modernos, como o Zune da Microsoft e o iPod da Apple.

## Vida
Nascido em Aachen, Alemanha, Pavel mudou-se para São Paulo quando tinha 6 anos de idade, levado por seu pai que foi trabalhar para as indústrias Matarazzo. Foi no Brasil, em 1972 que ele inventou o seu dispositivo, o stereobelt. Ele morava em uma casa moderna no Morumbi e estava familiarizado com algumas personalidades importantes da época, como o jornalista Vladimir Herzog e o poeta Augusto de Campos.
Nos anos seguintes ele procurou empresas que poderiam se interessar em fabricar seu invento, como Grundig, Philips e Yamaha. Em 1977, Pavel registrou uma patente para seu stereobelt na Itália, seguido por patentes nos Estados Unidos, Alemanha, Reino Unido e Japão até o final de 1978. Seus pedidos de patentes nos Estados Unidos e Reino Unido foram rejeitadas. Ele se mudou para Milão, na Itália, com 30 anos de idade.
Em 1979, a Sony começou a vender o popular Walkman e em 1980 iniciou conversações jurídicas com Pavel para lhe pagar uma taxa de royalty. Em 1986, a Sony finalmente concordou em pagar royalties para Pavel, mas para as vendas de apenas alguns modelos de Walkman vendidos em seu país natal, a Alemanha, e se recusou a reconhecê-lo como o inventor do Walkman.
Em 1989, Andreas Pavel começou um novo processo, desta vez passando os tribunais do Reino Unido. Sete anos depois, o caso foi perdido e Pavel ficou com US$ 3,6 milhões de dólares da dívida para os custos judiciais. Finalmente, em 2001, Pavel ameaçou abrir processos por infração da Sony em outros territórios onde detém patentes do dispositivo, a Sony concordou em resolver a disputa fora dos tribunais, o que levou a ambas as partes a assinatura de um contrato com conteúdo confidencial em 2004.
O valor exato do acordo é um segredo bem guardado, mas relatos da imprensa europeia disseram que Pavel recebeu um pagamento em dinheiro pelos danos superior a US$ 10 000 000 e agora está recebendo royalties sobre algumas vendas do Walkman. O acordo também incluiu uma cláusula que impede Pavel de fazer novas ações judiciais. O acordo concede a Pavel o reconhecimento da Sony de que ele é o inventor original do Walkman, o que, aparentemente, só foi alcançado em 2003, depois da morte de Akio Morita, fundador da Sony e criador anteriormente reconhecido do aparelho de som portátil.
Pavel tinha considerado pedir royalties aos fabricantes de tocadores de música MP3, incluindo a Apple (para o iPod). No entanto, em dezembro de 2005 ele disse que não tinha a intenção de fazê-lo, não querendo passar mais tempo em ações judiciais.
Ele está agora a desenvolver o que ele chama de "dreamkit", um "dispositivo multimídia portátil de extensão dos sentidos".